# Gubalec
Gubalec – zakończenie długiego grzbietu odchodzącego w zachodnim kierunku od Ciemniaka w polskich Tatrach Zachodnich. Grzbiet ten oddziela Dolinę Tomanową (po południowej jego stronie) od Wąwozu Kraków (po północnej stronie). Szczyt Gubalca wznosi się na wysokość około 1550 m n.p.m. Sąsiaduje z Żarem (1560 m), od którego oddzielony jest przełęczą Żarskie Siodło (ok. 1540 m).  Jest całkowicie zalesiony, ale w partiach szczytowych las ulega często wyłamaniu przez wiatry. Rejon tych wiatrołomów zalesiany jest bardziej odpornym na nie modrzewiem. W południowych stokach Gubalca spod tych wiatrołomów opada do Doliny Tomanowej zalesiony żleb.
Na zachodnią stronę, do głównego ciągu Doliny Kościeliskiej opadają z Gubalca trzy grzędy, pomiędzy którymi znajdują się dwa żleby. Orograficznie lewa i środkowa opadają do Polany Smytniej i brak w nich większych skałek. Prawa grzęda tworząca obramowanie dla dolnej części Wąwozu Kraków oddzielona jest od szczytu Gubalca szeroką przełęczą zwaną Wyżnim Zbójnickim Przechodem. W grzędzie tej znajduje się kilka dolomitowo-wapiennych turni i skał. Największa z nich to Zbójnicka Turnia, dobrze widoczna z Polany Pisanej. Poniżej niej znajduje się Zbójnicka Igła, oddzielona od Zbójnickiej Turni Niżnim Zbójnickim Przechodem. W samym zakończeniu Gubalca, tuż nad Kościeliskim Potokiem znajduje się Skała Pisana.
Na północną stronę, do Wąwozu Kraków opada z wierzchołka Gubalca jeszcze jedna, północna grzęda. W jej środkowej części znajduje się Wielka Turnia. W północnych stokach Gubalca znajduje się rekordowo duża ilość skałek i turni tworzących południowe zbocza Wąwozu Kraków. Jedną z nich jest Baszta znajdująca się u podnóży Gubalca.
W wapiennych skałach Gubalca znajduje się duża liczba jaskiń, które dawniej penetrowane były przez zbójników, poszukiwaczy skarbów, później przez grotołazów. Nie są to jednak duże jaskinie. Największą z nich jest Jaskinia Psia. Niektóre inne to: Jaskinia za Smrekiem, Jaskinia pod Zamkiem, Jaskinia Przeziorowa, Schron pod Przeziorową, Dziura w Ścianie, Szczelina w Ścianie, Paszcza Rekina.

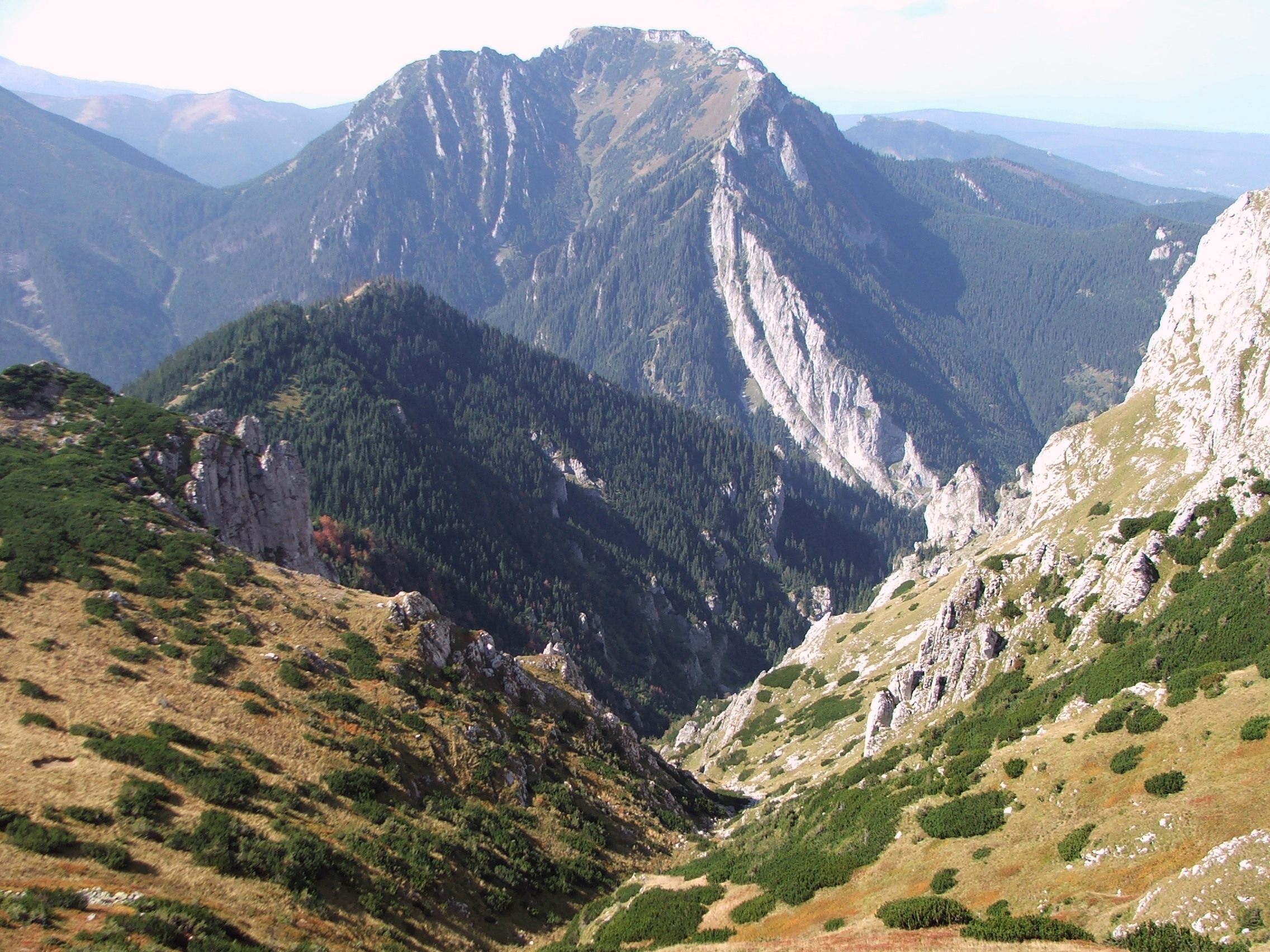
Na lewo od Żaru Gubalec. U góry Kominiarski Wierch